# نوما پمپیلیوس
نوما پُمپیلیوس یا نوما پومپیلیوس، مشهور به نوما (زاده: ۷۵۳ قبل از میلاد، درگذشت: ۶۷۳ قبل ازمیلاد)، دومین پادشاه روم بود که به جانشینی رومولوس برگزیده شد. نوما، که از ۷۱۵ تا ۶۷۲ قبل از میلاد بر رُم فرمان می‌راند، در اصل از سابین‌ها بود، و شهریاری مذهبی و بنیادگذار بسیاری از کیش‌های رمی به‌شمار می‌آمد.
ویل دورانت او را دومین پادشاه نیمه افسانه‌ای رم خوانده است.

## زندگی و سلطنت

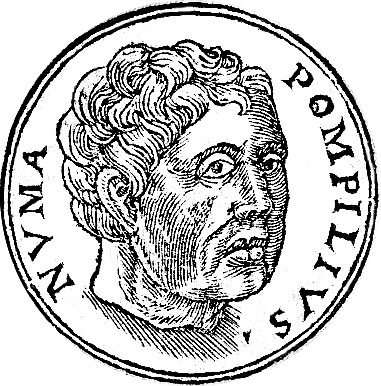
نوما پومپیلیوس دومین پادشاه روم بود که جانشین رومولوس شد

پلوتارک می‌گوید که نوما جوانترین یا کوچک‌ترین پسر در میان چهار پسر پومپونیوس بود که درست در روز تأسیس رم متولد گردید. روز تأسیس رم، به‌طور سنتی در روز ۲۱ آوریل سال ۷۵۳ قبل از میلاد در نظر گرفته می‌شود. او یک زندگی سرشار از نظم و انضباط شدید را گذراند و گرچه تمامی اوقات را در تبعید و دور از خانه‌اش سپری نمود، اما زندگیش غرق در تجملات بود. تیتوس تاتیوس، شهریار سابین‌ها و همکار و همراه رومولوس [در فرمانروایی بر رم، چراکه بعد از ماجرای تجاوز به زنان اهل سابین و اتفاقات پس از آن، این دو مشترکاً بر روم فرمانروایی می‌کردند]، تنها دختر خویش، تاتیا را، به ازدواج نوما درآورد]. ازدواجی که سیزده سال طول کشید و پس از ۱۳ سال، و با مرگ تاتیا، خاتمه یافت. مرگ تاتیا همچنین منجر به تسریع در بازنشستگی نوما، از رسیدگی به امور کشور گردید. بر طبق نوشته لیوی، نوما بلافاصله قبل از انتخاب شدنش به پادشاهی، در کیورس اقامت داشت.
تیتوس لیویوس در کتاب از پیدایش روم ضمن اشاره به داستانی که حکایت از تعلیم فلسفه به نوما توسط فیثاغورس دارد، این داستان را نامعتبر می‌شمارد. همچنین روایتی هست که نوما را، به عنوان دومین شهریار رم که کرامات زیادی به وی نسبت داده می‌شد، همان فیثاغورث می‌دانستند و به وی نوما پوسپیلوس می‌گفتند.
بر طبق گزارش پلوتارک، که از قول برخی نویسندگان نقل شده، نوما تنها یک دختر به نام پومپیلیا داشت، اما مورخان دیگر وی را صاحب پنج پسر دانسته‌اند. این پنج پسر عبارت بودند از: پومپو (یا پومپونیوس)، پینوس، کالپوس، مامرکوس و نوما، که از پشت آن‌ها خانواده‌های نجیب و اشرافی پومپونیی، پیناریی، کالپورنیی، آئمیلیی، و پومپولیی، پدید آمدند و تبار نوما را به ترتیب و زنجیروار، تداوم بخشیدند. گرچه نویسندگان دیگری هم بودند که بر این اعتقاد بودند که این شجره نامه، صرفاً اختراع افرادی چاپلوس بوده است که به منظور سودجویی و نفع بردن از اعضای این خانواده‌ها جعل شده است. پومپیلیا، مادر او، به شیوه‌های گوناگون معرفی شده و به گاهی به عنوان اولین همسر نوما، تاتیا یا همسر دومش، لوکرسیا که ظاهراً با فردی مارکیوس نام ازدواج کرده و از ازدواج آن دو، پادشاه آیندهٔ روم، یعنی آنکوس مارکیوس به دنیا می‌آید.
پس از مرگ از رومولوس، و طی فاصله یک سال بعد از آن، هر یک از سناتورهای رومی تا حدی از قدرت سلطنتی برخوردار بودند و قدرت در چرخش بود تا اینکه سرانجام در سال ۷۱۷ پیش از میلاد نوما، توسط مجلس سنا به عنوان امپراتور بعدی روم، انتخاب شد.
به گفته پلوتارک، او در ابتدا از پذیرش پادشاهی خودداری ورزید، اما با این حال پدر وی و کینزمن وی را متقاعد به پذیرفتن این مقام نمودند. لیوی بازگو می‌کند که چگونه نوما، بعد از اینکه به شاهی برگزیده شد، توسط مجلس سنا از کیورس احضار گردید، و از وی درخواست شد که ضمن مشورت با خدایان و با بهره از پیش‌بینی آنان، نظر این خدایان را در مورد چشم‌انداز آینده سلطنتش جویا شود؛ بنابراین ژوپیتر مورد مشورت قرار گرفت و پیشگویی او در این زمینه مطلوب بود.

## روایت ویل دورانت
پس از آنکه رومولوس مدتی دراز شاهی کرد، گردبادی وی را به آسمان برکشید، و از آن پس، به نام کویرینوس آرخون باسیلئوس پرستش شد و جزو خدایان محبوب رم درآمد. همچنین چون تاتیوس درگذشت، سران خانواده‌های اعیان، سابینی دیگری، به نام نوما پومپیلیوس را به شهریاری برگزیدند.
روایات کهن، نوما را مردی همانند مارکوس آورلیوس، هم فیلسوف و هم قدیس تصویر کرده است. لیویوس که یکی از تاریخ نویسان سه‌گانه بزرگ روم در قرن اول قبل از میلاد بود، دربارهٔ نوما می‌نویسد:
نوما کوشید تا ترس از خدایان را، همچون شگرفترین نیروی مؤثر… بر مردمی درنده خو درآورد. امّا چون بی دعوی حکمت بالغه این کوشش سودی نمی‌بخشید، چنین فرانمود [یعنی چنین وانمود کرد] که شبها با اگریا، الهه چشمه‌ها و زایمان سخن می‌گوید، و به اندرز اوست که نوما آداب دینی خویش را آن گونه بنا نهاده است که از همه بیش پذیرفتهٔ خدایان است، و برای هر خدای عمده کاهنان ویژه گمارده است.
نوما، با یکدست کردن آیین پرستش در میان طوایف گوناگون روم، وحدت و ثبات حکومت را قوت داد؛ و، به عقیدهٔ سیسرون، با دیندار کردن رومیان پرخاشجو، چهل سال آرامش را به مردم خویش ارزانی داشت.

## اقدامات
یکی از نخستین اقدامات نوما، ساخت معبد ژانوس بود که به عنوان شاخصی از صلح و جنگ مورد استفاده قرار می‌گرفت. این معبد در دامنه آرژیلتوم قرار داشت، و جاده‌ای برای اتصال آن به شهر توسط نوما احداث شده بود. درهای معبد ژانوس، پس از اطمینان از صلح با همسایگان رم، بسته می‌شد.
او می‌دید که رومیان براثر جنگ‌جویی وحشی شده‌اند، پس بر آن شد تا خوف دینی را در دلشان بیندازد و ایشان را دیندار کند تا روند مدنیت را بپیمایند. نیکولو ماکیاولی، فیلسوف سیاسی ایتالیایی، تأثیر نوما در شکل‌دهی به جامعهٔ روم را بیشتر از آنِ رومولوس می‌داند و عقیده دارد که دین رومیان نقشی اساسی در انضباط سپاه و اتحاد مردم و تقویت نیکان و شرمنده کردن بدکاران داشته است. از دید ماکیاولی، نوما دین را ضروری‌ترین ستون تمدن می‌دانست؛ به‌گونه‌ای که از زمان نوما تا اواخر جمهوری روم خداپرستی در هیچ کشوری به‌اندازهٔ روم پایدار نبود. از دید او، دینی که نوما در روم رایج ساخت یکی از مهم‌ترین علل آبادی و رفاه آن کشور بود.
گفته می‌شود که کیش مینرو [که در اصل یک ایزد اتروسکی به نام مینروا بود]، توسط شهریار رُم، نوما (۶۷۳ تا ۶۱۵ قبل از میلاد) رونق یافت. ۲۱
همچنین کیش فیدس پوبلیکا، که تجسم تعهد و فداکاری بود نیز، توسط نوما پایه‌گذاری شد.
با اینکه کارگران آزاد در روم باستان اتحادیه یا انجمن‌هایی داشتند، اما اینها کمتر دربارهٔ مزد و ساعات یا شرایط کار اندیشه می‌کردند. به موجب روایات نوما نخستین کسی بود که آن‌ها را بنیاد کرد یا صورت قانونی بخشید. به هر تقدیر در قرن هفتم قبل از میلاد، سازمان‌هایی خاص نی نوازان، زرگران، مسگران، آهنکوبان، کفاشان، کوزه گران، رنگرزان و درودگران وجود داشت.

## تقویم نوما
ویل دورانت، در کتاب تاریخ تمدن، از برخی روایات چنین نتیجه گرفته است که، نخستین تقویم رومی، یعنی تقویمی که بر نظم روزشماری و زندگی رومیان تا زمان قیصر حکومت می‌کرد، از آن نوما بوده است. این تقویم، سال را به دوازده ماه بخش می‌کرد و، با شیوهٔ پیچیدهٔ خود در افزودن روزها، شمارهٔ روزهای سال را تقریباً به ۳۶۶ روز می‌رساند. استفاده از این تقویم به همان شکل تا سال ۱۹۱ قبل از میلاد، [سالی که در آن، برای جلوگیری از افراط کاری روزافزون در این شیوهٔ گاهشماری، به کاهنان اعظم اختیار داده شد تا روزها و ماه‌های افزوده شده بر سال را بازنگری کنند]، ادامه داشت.
به‌طور سنتی، نوما یک اصلاح اساسی در تقویم روم ترویج داد و آن را بر مبنای سال خورشیدی و قمری تنظیم نمود، و ماه ژانویه و فوریه را در این تقویم معرفی نمود.

## درگذشت
نوما پومپیلیوس سرانجام در سال ۶۷۳ پیش از میلاد، از عصر قدیم، درگذشت. تولوس هوستیلیوس به جانشینی او برگزیده شد.
آرامگاه فرضی نوما، بر دامنه ژانیکول، نزدیک مذبحی بود که آن را مذبح فونس می‌نامیدند [مذبح = قربانگاه]. معبد فونتوس، یا فونس، خدای چشمه‌ها، واقع در نزدیکی پورتا فونتینالیس، دروازهٔ سروین در شمال کاپیتول نیز در مجاورت این آرامگاه قرار داشت
در سال ۱۸۱ بعد از میلاد و در جریان جنگ آنیبال، گروهی شایع کردند که در تپه ژانیکول، تابوت سنگی نوما را نه با کالبد او، بلکه پر از نوشته‌هایی دربارهٔ پیتاگوراس یافته‌اند. کنسول رم این تابوت را توقیف و به تصویب سنا، همه این آثار سوزانیده شد. این موضوع بدان لحاظ اهمیت دارد که برخی نوما را همان پیتاگوراس (فیثاغورث) دانسته‌اند.

## برخی نکات
یکی از داستان‌های عجیبی که دربارهٔ جانشینان رومولوس گفته می‌شد، افسانه‌ای دربارهٔ نوما بود که بر مبنای آن، وی یعنوان سومین پادشاه رم [کذا، صحیح: دومین پادشاه]، مستقیماً با خدایان در ارتباط بود و نیمفی به نام ایگریا مشاور او محسوب می‌شد که در سردابی با وی به گفتگو می‌نشست.
برخی تصور کرده‌اند که عمل جراحی معروف به سزارین، که نام خود را از ژولیوس سزار که به این شیوه متولد شده گرفته است، نخستین بار بر روی مادر سزار انجام شده است. حال آنکه نام این شیوهٔ جراحی در قوانین منسوب به نوما آمده است و این نشان می‌دهد که این عمل جراحی، پیش از قیصر یکی از شیوه‌های کهن زایمان بوده است.